# Wörth am Rhein
Wörth am Rhein es una ciudad en Renania-Palatinado en Alemania. La ciudad tiene 700 años. Se subdivide en cuatro barrios: Büchelberg, Maximiliansau, Schaidt y Wörth. Hay una fábrica de DaimlerChrysler y una papelera. La ciudad es cerca de la frontera de Francia, de Karlsruhe y de río Rin. El puerto es muy importante por la economía de la región.